# インベストメントパートナーズ
株式会社インベストメントパートナーズは、投資家の資産管理会社として設立し、大阪府大阪市西区靭本町に本社を置く資産運用コンサルティング会社である。

## 概要
- 資産運用成功者をベンチマーキングし、医師・歯科医師を中心に、リタイアメントプランニングを全国的に展開。主に30～50代のクライアントから支持を得ている
- サービスブランド名『Ｂプランコンサルティング』
- プランニング業務、商品選定、販売代理業務までを全て自社で行う
- 相次ぐ不動産会社の倒産等により、被害を受けた投資用不動産オーナーの不動産管理代行業務も行う

## 沿革
- 2006年（平成18年）10月 ‐ 大阪市中央区南船場に「株式会社インベストメントパートナーズ」を設立
- 2007年（平成19年） 1月 ‐ 宅地建物取引業大阪府知事(1)第52830号の免許を取得して不動産管理業を開始
- 2007年（平成19年） 7月 ‐ 決算期を7月31日から9月30日に変更
- 2008年（平成20年） 9月 ‐ 世界恐慌の影響を受けた不動産所有者に管理救済窓口を設置
- 2009年（平成21年） 1月 ‐ ブランドサービス『Ｂプランコンサルティング』を開始
- 2010年（平成22年） 4月 ‐ Ｂプランコンサルティング専門サイトをオープン
- 2010年（平成22年）12月 ‐ 業務拡大のため、大阪市西区北堀江に本社を移転
- 2013年（平成25年）3月 ‐ ブランドサービス『ドクターズライフ安心倶楽部 創』専用サイトをオープン